# Jeffrey Epstein
Jeffrey Edward Epstein (ur. 20 stycznia 1953 w Nowym Jorku, zm. 10 sierpnia 2019 tamże) – amerykański finansista pochodzenia żydowskiego, multimilioner, skazany za przestępstwa seksualne.

## Życiorys
Urodził się na Brooklynie w Nowym Jorku w rodzinie żydowskiej. Studiował fizykę, nie kończąc jednak studiów. W latach 70. pracował jako nauczyciel matematyki i fizyki w elitarnej prywatnej szkole Dalton School. Dzięki pracy w szkole nawiązał kontakty, które umożliwiły mu znalezienie pracy w banku Bear Stearns. We wczesnych latach 80. założył własną firmę inwestycyjną, International Assets Group.
W grudniu 2010 Epstein został sfotografowany w czasie rozmowy z księciem Andrzejem w Central Parku w Nowym Jorku i wówczas media po raz pierwszy poinformowały o ich znajomości.
Zmarł 10 sierpnia 2019. Według oficjalnie podanej wersji popełnił samobójstwo w areszcie przez powieszenie. Takie orzeczenie przedstawił rzeczoznawca medyczny. Prawnicy Epsteina zakwestionowali, że doszło do samobójstwa. W sprawie okoliczności śmierci Epsteina wszczęto śledztwo. W listopadzie 2019 strażnikom więziennym, którzy mieli za zadanie pilnowanie Epsteina, postawiono zarzuty zaniedbania obowiązków.

## Sprawy sądowe
W 2005 roku policja w Palm Beach na Florydzie rozpoczęła dochodzenie w sprawie Epsteina po tym, jak jeden z rodziców zgłosił, że mężczyzna wykorzystywał seksualnie ich 14-letnią córkę. Federalni urzędnicy zidentyfikowali 36 dziewcząt, w tym niektóre w wieku zaledwie 14 lat, które Epstein rzekomo wykorzystywał seksualnie. W 2006 został aresztowany pod zarzutem nakłaniania do prostytucji. W 2008 roku Epstein przyznał się do winy i został skazany na karę 18 miesięcy więzienia. W tym czasie doszło także do poufnej ugody z prokuraturą na Florydzie, kierowanej przez Alexandra Acostę, o nie ściganie za przestępstwa federalne. Został zwolniony w 2009, po 13 miesiącach (w większości odbył karę w programie pracy na wolności).
W lipcu 2019 prokuratura zarzuciła mu, że sprowadzał do swoich nieruchomości (w tym tzw. Wyspy Pedofilów) dziesiątki nieletnich, którym płacił po kilkaset dolarów za seks. Jednocześnie, zdaniem śledczych, miał też werbować dziewczynki i oferować je innym milionerom, którzy również wykorzystywali je seksualnie. Groziło mu 45 lat więzienia, proces miał się rozpocząć w czerwcu 2020. 
3 grudnia 2019 rozpoczął się kolejny proces w sprawie związanej z Epsteinem. Dziewięć kobiet zadeklarowało, że były przez niego molestowane seksualnie i gwałcone. Najwcześniejsze zarzucane czyny miały mieć miejsce w 1985 roku. Jedna z oskarżających kobiet zeznała, że była molestowana w wieku 13 lat. W procesie domagały się odszkodowania w wysokości 557 mln dolarów wypłacanego z majątku Epsteina.

## Związki z agencjami wywiadu
O Epsteinie krążyły plotki, że miał on powiązania ze służbami wywiadowczymi. Według serwisu Daily Beast, Acosta (który został później sekretarzem pracy w gabinecie Donalda Trumpa) miał powiedzieć członkom zespołu ds. przejmowania władzy przez nowego prezydenta, że Epstein należał do wywiadu. Alexander Acosta później zaprzeczył tym doniesieniom, jednocześnie nie odnosząc się do nich wprost.

### Mosad
Dziennikarz Dylan Howard i zespół dziennikarzy śledczych powiązali Epsteina z izraelskim Instytutem do spraw Wywiadu i Zadań Specjalnych w książce "Epstein: Dead Men Tell No Tales" (w wolnym tłum. "Epstein: Martwi głosu nie mają"). Polegali oni głównie na byłym oficerze izraelskiego wywiadu, Arim Ben-Menashe. Według niego działalność szpiegowska Epsteina służyła zbieraniu kompromitujących materiałów na temat wpływowych ludzi w celu ich szantażowania. Amerykanin mógł mieć też powiązania z Mosadem poprzez Ghislaine Maxwell, której ojciec, Robert Maxwell, również był podejrzewany o kontakty z izraelską agencją, a nawet bycie jej agentem. Epstein miał też powiązania biznesowe z byłym premierem Izraela, Ehudem Barakiem.

### CIA
Były dyrektor Centralnej Agencji Wywiadowczej i dyplomata, William J. Burns, spotkał się z Epsteinem trzy razy. Według rzecznika CIA, Burns prosił Epsteina o "ogólną poradę w sprawie przejścia do sektora prywatnego".